# Йонатан Мотсфельдт
Йонатан Мотсфельдт (25 вересня 1938 — 28 жовтня 2010) — ґренландський священик і політичний діяч. Його вважають одною із провідних особистостей у становленні ґренландського самоврядування. Йонатан Мотсфельдт був першим і третім прем'єр міністром Ґренландії.